# Битва под Перерытами
Битва под Перерытами (польск. Bitwa pod Pererytą) — столкновение войск Речи Посполитой под командованием короля Яна Собеского с турецко-татарскими отрядами 13 сентября 1691 года во время похода на Молдавию. Одно из сражений польско-турецкой войны (1683—1699).
1 сентября Собеский во главе армии отправляется из лагеря под Вишневчиком и только 6 сентября они добрались до Черновцев, преодолев расстояние около 25 км. 7 сентября было решено двигаться дальше по левому берегу Прута. 8 сентября возле Перерыт был разбит лагерь. План Собеского заключался в том, чтобы обойти буковинские леса, которые доставляли столько хлопот польским войскам, и продвинуться вглубь Молдавии. Найдя в это время брод, предстояло пересечь реку Прут. Король намеревался провести победоносную битву, которая принесет ему победу и контроль над этими землями.
От пленного узнали, что с востока приближается 20-тысячная татарская орда. Попытки получить более точное представление о силах противника не увенчались успехом, тем временем гусарский поручик Вацлав Искра и его хоругвь, бывшие в авангарде, вступили в стычку с татарским отрядом. Татары заставили поляков бежать и во время преследования перебили их лучших офицеров, в том числе и Искру.
13 сентября был снят лагерь, и Собеский, узнав, что впереди находится татарский отряд, отправил против него отряд Иеронима Любомирского силой в 1500 конников. Татары инсценировали побег, заманив поляков в приготовленную ими ловушку, уведя их от лагеря примерно на 15 км. Силы Любомирского примкнули к «великой горе» и стали упорно обороняться. Вскоре на помощь прибыли три панцирные хоругви под командованием Сапеги. Только через шесть часов подошли основные силы, и после того, как дали три пушечных залпа, татары начали отступать.
Собеский рассчитывал на генеральное сражение, но противник на это не пошёл. Татарские войска отступили, и войска Речи Посполитой смогли переправиться через Прут и двинуться вглубь Молдавии.